# Diego Martín Caballero
Diego Martín Caballero Manzanares (Montevideo, 13 giugno 1991) è un calciatore uruguaiano, difensore del Santa Giusta.

## Carriera
Ha giocato nella massima serie dei campionati argentino e gibilterrino, e nella seconda divisione argentina.